# Ludwig Rellstab
Heinrich Friedrich Ludwig Rellstab (Berlino, 13 aprile 1799 – Berlino, 27 novembre 1860) è stato un poeta e critico musicale tedesco.

## Biografia
Figlio dell'editore musicale Johann Carl Friedrich Rellstab. Abile pianista, pubblicò articoli in vari periodici, tra cui l'influente Vossische Zeitung, e lanciò la rivista musicale Iris im Gebiete der Tonkunst, che fu pubblicata a Berlino dal 1830 al 1841. La sua esplicita critica sull'influenza a Berlino di Gaspare Spontini lo portò in prigione nel 1837.
Suoi versi sono stati musicati da Schubert e Liszt.
Suo il titolo di "Sonata al chiaro di luna" dato alla Sonata per pianoforte op. 27 n. 2 di Beethoven.
Il suo bisnipote e omonimo Ludwig Rellstab (1904-1984) è stato un celebre scacchista, vincitore del campionato tedesco nel 1942.